# Challenger de Arad 2014
El BRD Arad Challenger 2014 fue un torneo de tenis profesional jugado en canchas de tierra batida. Se disputó la cuarta edición del torneo que formó parte del circuito ATP Challenger Tour 2014. Se llevó a cabo en Arad, Rumania entre el 2 y el 8 de junio de 2014.

## Jugadores participantes del cuadro de individuales
| Favorito | País                            | Jugador         | Rank1 | Posición en el torneo |
| -------- | ------------------------------- | --------------- | ----- | --------------------- |
| 1        | Bandera de España               | Pere Riba       | 84    | FINAL                 |
| 2        | Bandera de Rumania              | Victor Hănescu  | 85    | Segunda ronda         |
| 3        | Bandera de Canadá               | Frank Dancevic  | 121   | Primera ronda         |
| 4        | Bandera de Rumania              | Adrian Ungur    | 128   | Segunda ronda         |
| 5        | Bandera de Bosnia y Herzegovina | Damir Džumhur   | 129   | CAMPEÓN               |
| 6        | Bandera de Austria              | Gerald Melzer   | 140   | Segunda ronda         |
| 7        | Bandera de Argentina            | Guido Andreozzi | 148   | Primera ronda         |
| 8        | Bandera de Rumania              | Marius Copil    | 151   | Primera ronda         |

| Posición en el torneo   |
| ----------------------- |
| Primera y segunda ronda |
| Cuartos de final        |
| Semifinales             |
| FINAL                   |
| CAMPEÓN                 |

- 1 Se ha tomado en cuenta el ranking del día 26 de mayo de 2014.

### Otros participantes
Los siguientes jugadores recibieron una invitación (wild card), por lo tanto ingresan directamente al cuadro principal (WC):
- Vasile Antonescu
- Patrick Ciorcilă
- Petru-Alexandru Luncanu
- Constantin Sturdza

Los siguientes jugadores ingresaron al cuadro principal como alternantes (Alt):
- Aldin Šetkić

Los siguientes jugadores ingresaron al cuadro principal con ranking protegido (PR):
- Daniel Kosakowski

Los siguientes jugadores ingresan al cuadro principal tras disputar el cuadro clasificatorio (Q):
- Franko Škugor
- Bruno Sant'anna
- Nikola Čačić
- Martín Cuevas

## Jugadores participantes en el cuadro de dobles

### Cabezas de serie
| Favorito | País                | Jugador         | País                     | Jugador       | Rank1 | Posición en el torneo |
| -------- | ------------------- | --------------- | ------------------------ | ------------- | ----- | --------------------- |
| 1        | Bandera de Moldavia | Radu Albot      | Bandera de Nueva Zelanda | Artem Sitak   | 295   | FINAL                 |
| 2        | Bandera de Austria  | Sebastian Bader | Bandera de Austria       | Gerald Melzer | 433   | Cuartos de final      |
| 3        | Bandera de Croacia  | Franko Škugor   | Bandera de Croacia       | Antonio Veić  | 438   | CAMPEONES             |
| 4        | Bandera de Croacia  | Toni Androić    | Bandera de Croacia       | Nikola Mektić | 541   | Semifinales           |

- 1 Se ha tomado en cuenta el ranking del día 26 de mayo de 2014.

## Campeones

### Individual Masculino
- Damir Džumhur derrotó en la final a  Pere Riba, 6–4, 7–63

### Dobles Masculino
- Franko Škugor /  Antonio Veić derrotaron en la final a  Radu Albot /  Artem Sitak, 6–4, 7–63